# Arnaldo Ochoa
Arnaldo Ochoa Sánchez (Havana, 1930 - aldaar, 13 juli 1989) was een Cubaans generaal die in 1989 gefusilleerd werd.
Ochoa werd geboren in de Cubaanse hoofdstad Havana in een boerengezin. Hij sloot zich reeds in maart 1953 aan bij Fidel Castro's guerrillaleger dat tegen het regime van Fulgencio Batista streed. Hij speelde een hoofdrol bij de verovering van Santa Clara en sloot vriendschap met Fidel Castro's broer, Raúl Castro. In 1960 werd hij commandant van het Centrale Leger.
In de jaren '60 stuurde hij een groep communistische rebellen in Venezuela aan, onder andere door hen te voorzien van Cubaanse hulp. In 1961 hielp hij mee om de aanval van Cubaanse ballingen in de Varkensbaai af te slaan.
Na de vorming van de Communistische Partij van Cuba in 1965 werd Ochoba in het Centraal Comité van de partij opgenomen. Om zich verder in militaire zaken te verdiepen studeerde hij aan het Oorlogscollege van Matanzas in Cuba en aan de Froenze Academie in de Sovjet-Unie.
Van 1967 tot 1969 leidde hij militaire adviseurs die het leger van de Volksrepubliek Congo (Brazzaville) trainden. Nadien was hij commandant van Havana en het Westelijke Leger.
In 1975 werd hij als hoofd van het Cubaanse expeditieleger naar Angola uitgezonden. Hier streden de Cubaanse militairen aan de zijde van de communistische MPLA-militairen tegen de FNLA-opstandelingen. In 1976 werd hij bevorderd tot divisiegeneraal. In 1977 werd hij overgeplaatst naar Ethiopië waar hij commandant van het Cubaanse expeditieleger werd dat onder het bevel van Sovjetgeneraal Vasili Petrov stond. Na zijn terugkeer in Cuba werd hij beloond met de titel Held van de Republiek Cuba.
Van 1983 tot 1985 was generaal Ochoa chef van de Cubaanse militaire adviseurs in Nicaragua. In 1987 ging hij opnieuw naar Angola, nu om de door de Zuid-Afrikaanse regering gesteunde UNITA-strijders uit het plaatsje Cuito Cuanavale te verdrijven.
Ochoa bleef tot januari 1989 in het buitenland. Tot juni van dat jaar diende hij als commandant van het Westelijke Leger. In juni 1989 werd hij gearresteerd en werd hem deelname aan illegale drugs- en diamanthandel ten laste gelegd. Een militaire rechtbank bevond hem schuldig en veroordeelde hem ter dood. Op 13 juli 1989 werd Ochoa door een vuurpeloton in Havana geëxecuteerd.
Sinds zijn executie doen speculaties de ronde over de ware reden voor zijn executie. Meest logische reden is de populariteit die Ochoa genoot in het Kremlin en binnen het Sovjetleger. Castro, die niet meedeed aan de perestrojka en glasnost zoals in de meeste communistische staten van die dagen, was mogelijk bevreesd dat Ochoa actief, dan wel niet-actief gesteund door de USSR, aan de macht zou komen via een militaire staatsgreep en dat hij soortgelijke hervormingen zou doorvoeren zoals in de Sovjet-Unie.